# Artemisia baldshuanica
Artemisia baldshuanica là một loài thực vật có hoa trong họ Cúc. Loài này được Krasch. & Zaprjag. mô tả khoa học đầu tiên năm 1937.